# UMECIT FC
UMECIT Fútbol Club – panamski klub piłkarski z siedzibą w mieście San Miguelito, w prowincji Panama. Występuje w rozgrywkach Liga Panameña. Domowe mecze rozgrywa na obiekcie Estadio Atalaya.

## Historia
Początki klubu sięgają 2008 roku, gdy przy uczelni Universidad Metropolitana de Educación Ciencia y Tecnología (UMECIT) założono drużynę piłkarską. W 2014 roku rozpoczęła funkcjonowanie akademia piłkarska UMECIT z grupami wiekowymi od 5 do 18 lat. Za datę założenia klubu uznaje się 2015 rok.
W 2020 roku klub UMECIT został oficjalnie zarejestrowany w strukturze ligowej i w 2021 roku rozpoczął występy w drugiej lidze panamskiej. W 2022 roku wywalczył awans do najwyższej klasy rozgrywkowej.